# Municipalités du Tocantins par population
Liste des municipalités de l'État du Tocantins par population, en ordre décroissant, selon l'IBGE au 1er juillet 2005.

## Plus de25 000habitants
|   | Municipalité          | Population (IBGE juil/2005) |
| - | --------------------- | --------------------------- |
| 1 | Palmas                | 208 165                     |
| 2 | Araguaína             | 127 521                     |
| 3 | Gurupi                | 71 643                      |
| 4 | Porto Nacional        | 46 814                      |
| 5 | Paraíso do Tocantins  | 41 376                      |
| 6 | Araguatins            | 29 338                      |
| 7 | Colinas do Tocantins  | 27 984                      |
| 8 | Miracema do Tocantins | 27 661                      |
| 9 | Tocantinópolis        | 26 352                      |

## Plus de10 000habitants
|    | Municipalité            | Population (IBGE juil/2005) |
| -- | ----------------------- | --------------------------- |
| 10 | Guaraí                  | 20 999                      |
| 11 | Formoso do Araguaia     | 20 075                      |
| 12 | Dianópolis              | 16 989                      |
| 13 | Augustinópolis          | 14 625                      |
| 14 | Taguatinga              | 14 278                      |
| 15 | Xambioá                 | 12 626                      |
| 16 | Miranorte               | 12 362                      |
| 17 | Ananás                  | 11 905                      |
| 18 | Babaçulândia            | 11 116                      |
| 19 | Arraias                 | 10 964                      |
| 20 | Sítio Novo do Tocantins | 10 960                      |
| 21 | Wanderlândia            | 10 908                      |
| 22 | Goiatins                | 10 817                      |
| 23 | Nova Olinda             | 10 460                      |
| 24 | Paranã                  | 10 071                      |

## Plus de5 000habitants
|    | Municipalité              | Population (IBGE juil/2005) |
| -- | ------------------------- | --------------------------- |
| 25 | Colméia                   | 9 740                       |
| 26 | Natividade                | 9 627                       |
| 27 | São Miguel do Tocantins   | 9 441                       |
| 28 | Esperantina               | 9 280                       |
| 29 | Pedro Afonso              | 9 019                       |
| 30 | Araguaçu                  | 9 011                       |
| 31 | Almas                     | 8 989                       |
| 32 | Peixe                     | 8 690                       |
| 33 | Filadélfia                | 8 672                       |
| 34 | Lagoa da Confusão         | 8 655                       |
| 35 | Alvorada                  | 8 314                       |
| 36 | Praia Norte               | 8 261                       |
| 37 | Aragominas                | 8 243                       |
| 38 | Axixá do Tocantins        | 8 104                       |
| 39 | Buriti do Tocantins       | 7 983                       |
| 40 | Campos Lindos             | 7 053                       |
| 41 | Cristalândia              | 6 931                       |
| 42 | Dois Irmãos do Tocantins  | 6 843                       |
| 43 | Santa Fé do Araguaia      | 6 747                       |
| 44 | Arapoema                  | 6 699                       |
| 45 | Itaguatins                | 6 657                       |
| 46 | Itacajá                   | 6 606                       |
| 47 | Aliança do Tocantins      | 6 443                       |
| 48 | Ponte Alta do Tocantins   | 6 120                       |
| 49 | Divinópolis do Tocantins  | 6 082                       |
| 50 | Araguacema                | 6 000                       |
| 51 | São Valério da Natividade | 5 934                       |
| 52 | Tocantínia                | 5 906                       |
| 53 | Nazaré                    | 5 776                       |
| 54 | Palmeiras do Tocantins    | 5 731                       |
| 55 | Palmeirópolis             | 5 660                       |
| 56 | Rio Sono                  | 5 522                       |
| 57 | Araguanã                  | 5 463                       |
| 58 | Pequizeiro                | 5 407                       |
| 59 | Figueirópolis             | 5 226                       |

## Moins de5 000habitants
|     | Municipalité                 | Population (IBGE juil/2005) |
| --- | ---------------------------- | --------------------------- |
| 60  | Darcinópolis                 | 4 889                       |
| 61  | Bernardo Sayão               | 4 699                       |
| 62  | Dueré                        | 4 683                       |
| 63  | Goianorte                    | 4 644                       |
| 64  | Pau d'Arco                   | 4 635                       |
| 65  | Santa Rosa do Tocantins      | 4 625                       |
| 66  | Barrolândia                  | 4 588                       |
| 67  | Conceição do Tocantins       | 4 544                       |
| 68  | Pindorama do Tocantins       | 4 520                       |
| 69  | São Sebastião do Tocantins   | 4 403                       |
| 70  | Monte do Carmo               | 4 348                       |
| 71  | Pium                         | 4 325                       |
| 72  | Combinado                    | 4 307                       |
| 73  | Ponte Alta do Bom Jesus      | 4 296                       |
| 74  | Carrasco Bonito              | 4 281                       |
| 75  | Brejinho de Nazaré           | 4 215                       |
| 76  | Caseara                      | 4 214                       |
| 77  | Silvanópolis                 | 4 003                       |
| 78  | Couto de Magalhães           | 3 960                       |
| 79  | Marianópolis do Tocantins    | 3 958                       |
| 80  | Presidente Kennedy           | 3 878                       |
| 81  | Fátima                       | 3 814                       |
| 82  | Recursolândia                | 3 781                       |
| 83  | Barra do Ouro                | 3 746                       |
| 84  | Riachinho                    | 3 737                       |
| 85  | Aparecida do Rio Negro       | 3 674                       |
| 86  | Palmeirante                  | 3 656                       |
| 87  | Chapada da Natividade        | 3 649                       |
| 88  | Sandolândia                  | 3 645                       |
| 89  | Piraquê                      | 3 588                       |
| 90  | Aguiarnópolis                | 3 573                       |
| 91  | Itapiratins                  | 3 561                       |
| 92  | Lizarda                      | 3 550                       |
| 93  | Novo Acordo                  | 3 431                       |
| 94  | Maurilândia do Tocantins     | 3 422                       |
| 95  | Lajeado                      | 3 335                       |
| 96  | Jaú do Tocantins             | 3 271                       |
| 97  | Nova Rosalândia              | 3 260                       |
| 98  | Cariri do Tocantins          | 3 145                       |
| 99  | São Bento do Tocantins       | 3 018                       |
| 100 | Angico                       | 2 897                       |
| 101 | Aurora do Tocantins          | 2 869                       |
| 102 | Lagoa do Tocantins           | 2 866                       |
| 103 | São Salvador do Tocantins    | 2 828                       |
| 104 | Fortaleza do Tabocão         | 2 788                       |
| 105 | Santa Terezinha do Tocantins | 2 788                       |
| 106 | Rio dos Bois                 | 14 617                      |
| 107 | Talismã                      | 2 732                       |
| 108 | Bandeirantes do Tocantins    | 2 636                       |
| 109 | Muricilândia                 | 2 636                       |
| 110 | Juarina                      | 2 617                       |
| 111 | Porto Alegre do Tocantins    | 2 575                       |
| 112 | Pugmil                       | 2 565                       |
| 113 | Novo Jardim                  | 2 546                       |
| 114 | Novo Alegre                  | 2 528                       |
| 115 | Sampaio                      | 2 502                       |
| 116 | Santa Maria do Tocantins     | 2 427                       |
| 117 | Luzinópolis                  | 2 417                       |
| 118 | Santa Tereza do Tocantins    | 2 377                       |
| 119 | Cachoeirinha                 | 2 368                       |
| 120 | Abreulândia                  | 2 361                       |
| 121 | Centenário                   | 2 306                       |
| 122 | Bom Jesus do Tocantins       | 2 222                       |
| 123 | Carmolândia                  | 2 145                       |
| 124 | Brasilândia do Tocantins     | 2 058                       |
| 125 | Monte Santo do Tocantins     | 1 936                       |
| 126 | Santa Rita do Tocantins      | 1 926                       |
| 127 | Mateiros                     | 1 906                       |
| 128 | Itaporã do Tocantins         | 1 814                       |
| 129 | São Félix do Tocantins       | 1 545                       |
| 130 | Crixás do Tocantins          | 1 543                       |
| 131 | Rio da Conceição             | 1 479                       |
| 132 | Tupiratins                   | 1 455                       |
| 133 | Taipas do Tocantins          | 1 421                       |
| 134 | Tupirama                     | 1 291                       |
| 135 | Sucupira                     | 1 272                       |
| 136 | Lavandeira                   | 1 220                       |
| 137 | Chapada de Areia             | 1 197                       |
| 138 | Ipueiras                     | 1 181                       |
| 139 | Oliveira de Fátima           | 1 026                       |

## Source
- Estimations de l'IBGE au 1er juillet 2005 - en portugais